# (4832) Palinurus
(4832) Palinurus és un asteroide troià de Júpiter descobert per l'astrònom Carolyn Shoemaker en 1988 des de l'observatori del Mont Palomar, San Diego, Estats Units d'Amèrica.
Porta el seu nom en honor de Palinur, un personatge de la mitologia romana.
La seva distància mínima d'intersecció de l'òrbita terrestre és de 3,52948 ua. El seu TJ és de 2,871.
Les observacions fotomètriques recollides d'aquest asteroide mostren un període de rotació de 5,31 hores, amb una variació de lluentor de 10,0 de magnitud absoluta.